# Klavdia (énekesnő)
Klavdia, születési nevén: Κλαυδία Παπαδοπούλου, latin átírással: Klavdía Papadopúlu (Aszprópirgosz, 2002 –) görög énekesnő. Ő képviselte Görögországot a 2025-ös Eurovíziós Dalfesztiválon Bázelben a Asteromáta című dalával.

## Pályafutása
2018-ban jelentkezett a The Voice görög változatának ötödik évadába, ahol a meghallgatáson az összes coach megfordult a székével. Klavdia végül az Eurovíziós Dalfesztivál győztes Helena Paparizou csapatát erősítette, és az utolsó élő adásig jutott, ahol az első körben kiesett. A tehetségkutató műsor után nem sokkal szerződést kötött a Panik Records lemezkiadóval, ezután sorra jelentek meg dalai.
2024-ben megjelent első középlemeze Klavdia címmel. 2025. január 10-én az ERT bejelentette, hogy az énekesnő résztvevője lesz a 2025-ös Ethnikósz Telikósz eurovíziós nemzeti válogatónak. Asteromáta című versenydalával megnyerte a január 30-án rendezett döntőt, ahol a nemzeti és a nemzetközi zsűri, valamint közönség pontjai alakították ki a végeredményt, így ő képviselhette hazáját az Eurovíziós Dalfesztiválon. A verseny május 15-én rendezett második elődöntőjéből negyedik helyezettként jutott tovább a döntőbe, ahol végül a hatodik helyen végzett.

## Diszkográfia

### Középlemezek
- Klavdia (2024)

### Kislemezek
- Lonely Heart (2022)
- Edo Gyrnao (2022)
- Haramata (2023)
- Holy Water (2023)
- Vasanizomai (2024)
- Nyxta Mou Megali (2024)
- Asteromáta (2025)